# The Bounty Killer (film 1966)
The Bounty Killer è un film del 1966, diretto da Eugenio Martín. Il film, primo western interpretato da Tomas Milian, è noto anche col titolo di El precio de un hombre.

## Trama
José Gómez è un ricercato in fuga che conta sulla protezione e la confidenza dei suoi vicini, specialmente della sua amata che lo difende dalle accuse formulategli da Luke Chilson, un bounty killer che lo vuole vivo o morto. Tutti pensano che il bandito non sia un criminale, patendo successivamente un profondo sconforto quando scoprono la sua mancanza di scrupoli e di sensibilità.

## Distribuzione
Distribuito nei cinema italiani il 4 novembre 1966, lo stesso giorno dell'alluvione che colpì Firenze.